# 25-я флотилия кригсмарине
25-я флотилия подводных лодок кригсмарине — подразделение военно-морского флота нацистской Германии.

## История
25-я флотилия была создана в апреле 1940 года как учебное подразделение. Экипажи кораблей поступали в 25-ю флотилию для прохождения четырёхнедельных тренировок перед сдачей экзамена в ходе тактических учений в 27-й флотилии. Первым командующим 25-й флотилией стал корветтен-капитан Эрнст Гасахен. С октября 1940 года одним из инструкторов флотилии стал кавалер Рыцарского креста Герд Зурен.
В составе 25-й флотилии никогда не было лодок на постоянной основе.
Флотилия была расформирована 13 мая 1945 года.

## Командиры
| Время                      | Командующий флотилией                   |
| -------------------------- | --------------------------------------- |
| апрель 1940 — декабрь 1941 | корветтен-капитан Эрнст Гасахен         |
| декабрь 1941 — август 1943 | корветтен-капитан Карл Яспер            |
| август 1943 — январь 1944  | фрегаттен-капитан Карл Найцель          |
| январь 1944 — апрель 1945  | корветтен-капитан Роберт Гизе           |
| апрель 1945 — май 1945     | корветтен-капитан Георг-Вильгельм Шульц |